# اورپینگتون
latitudeاورپینگتونlongitudeاورپینگتون
اورپینگتون (به انگلیسی: Orpington) یک ناحیه در لندن است که در منطقه بروملی لندن واقع شده‌است.

## نگارخانه

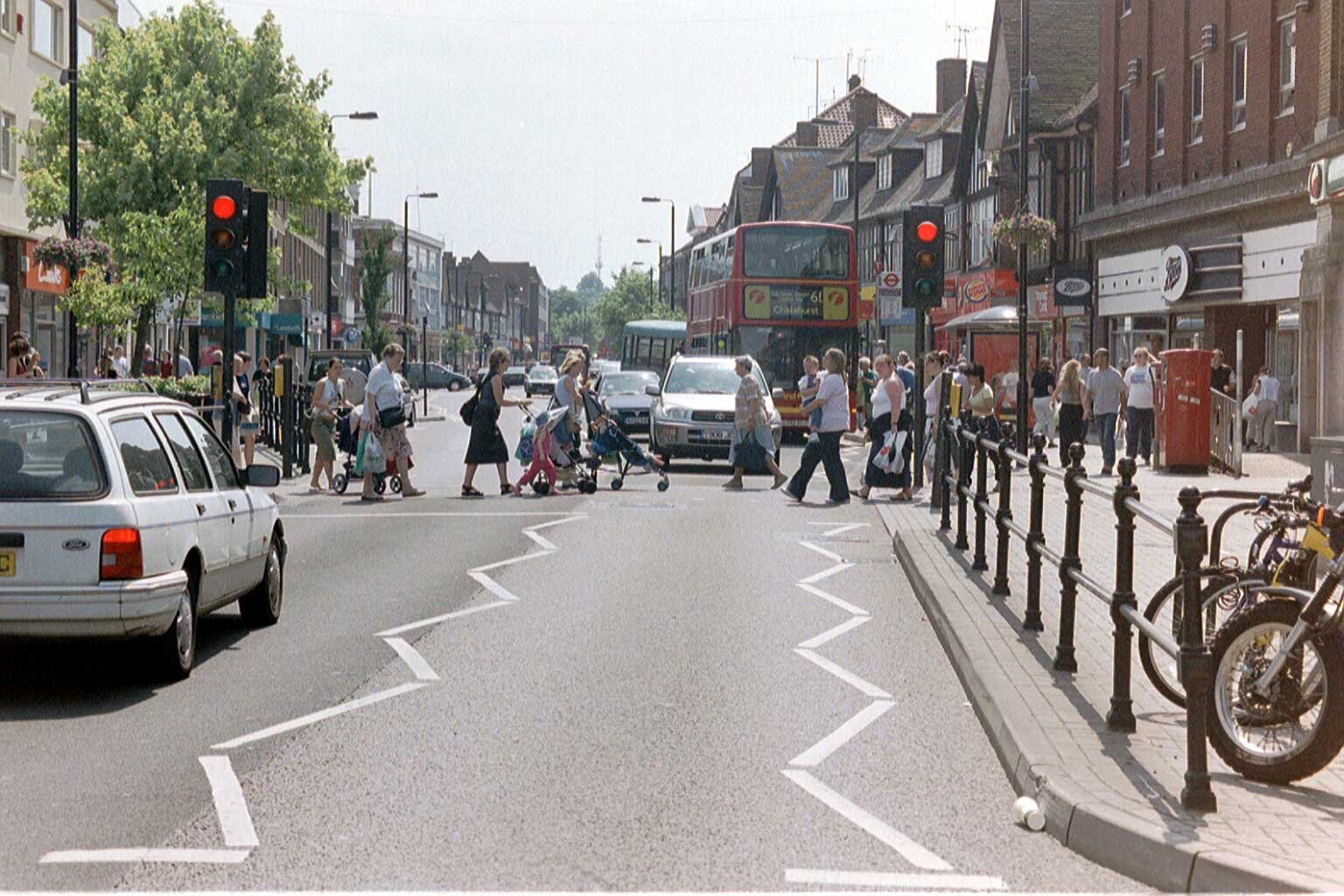
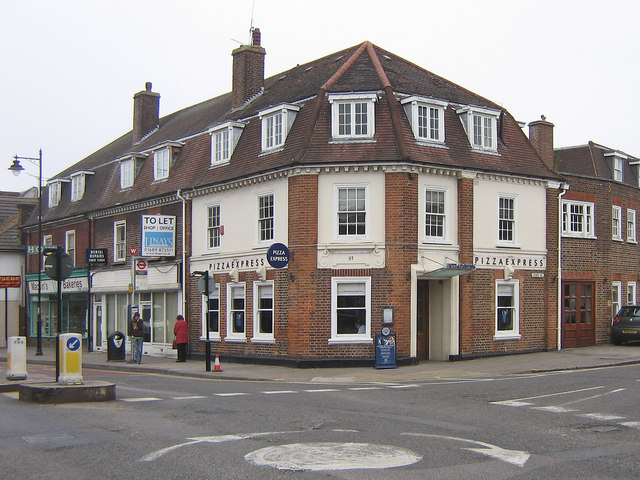
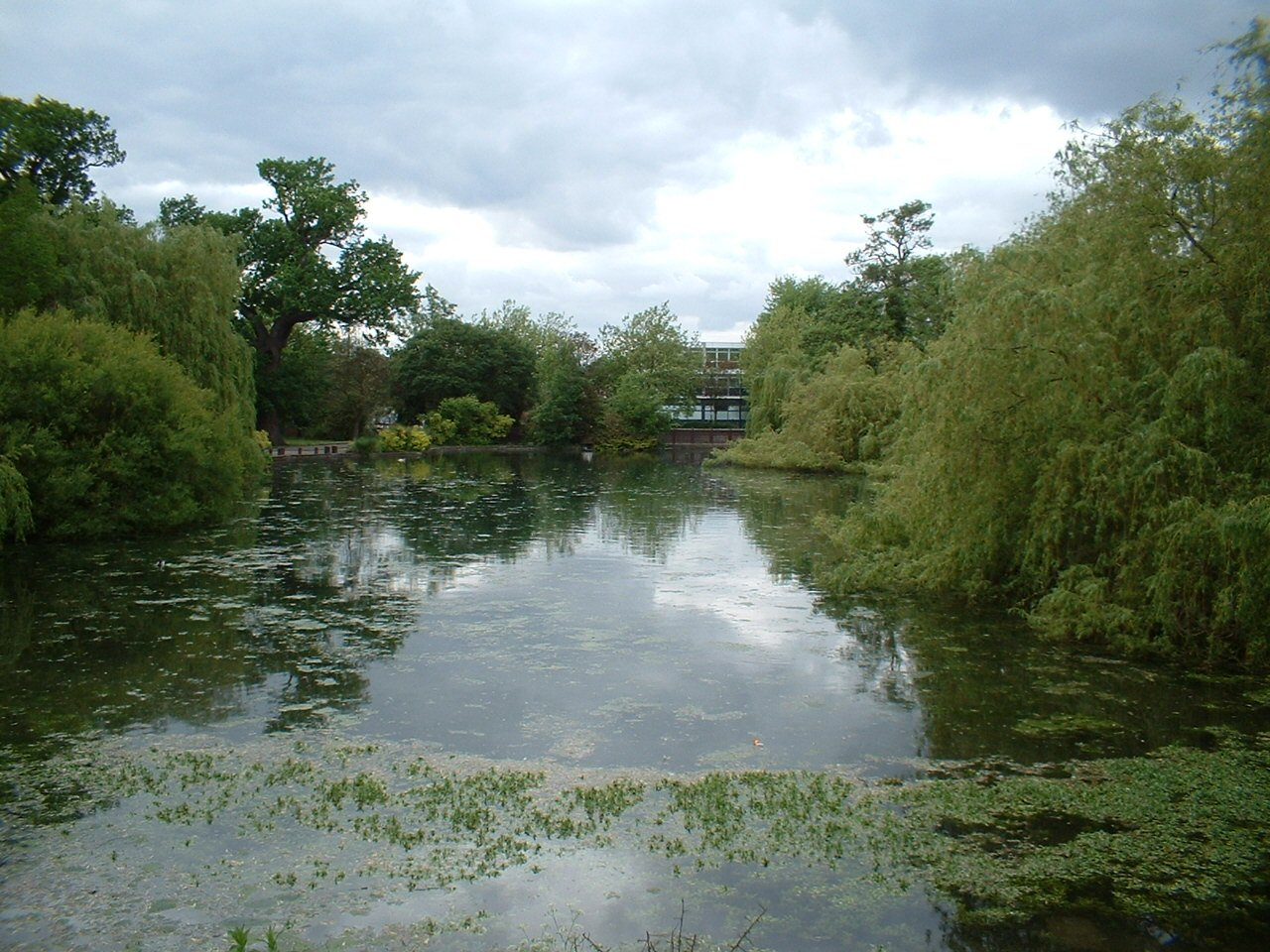
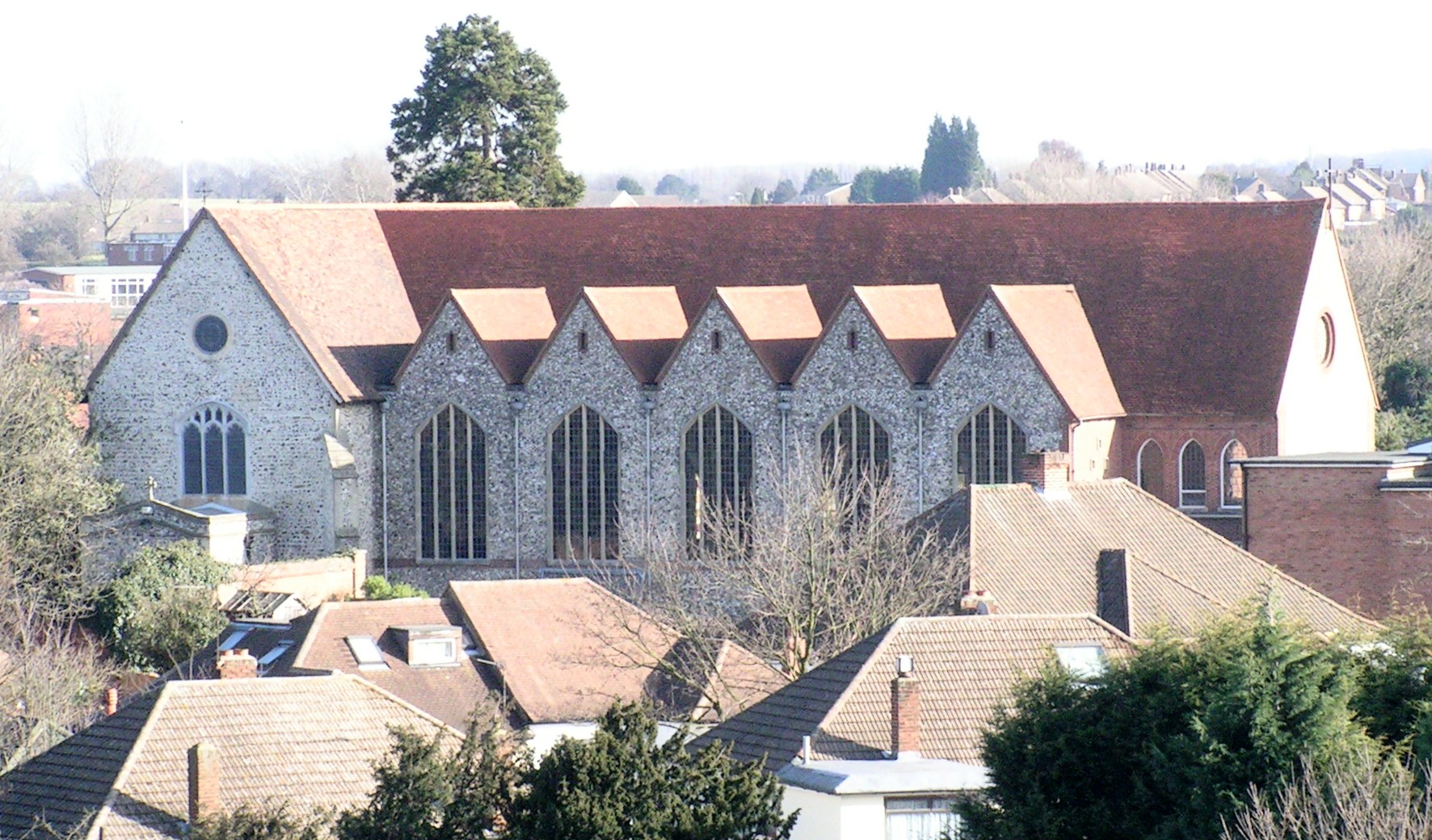
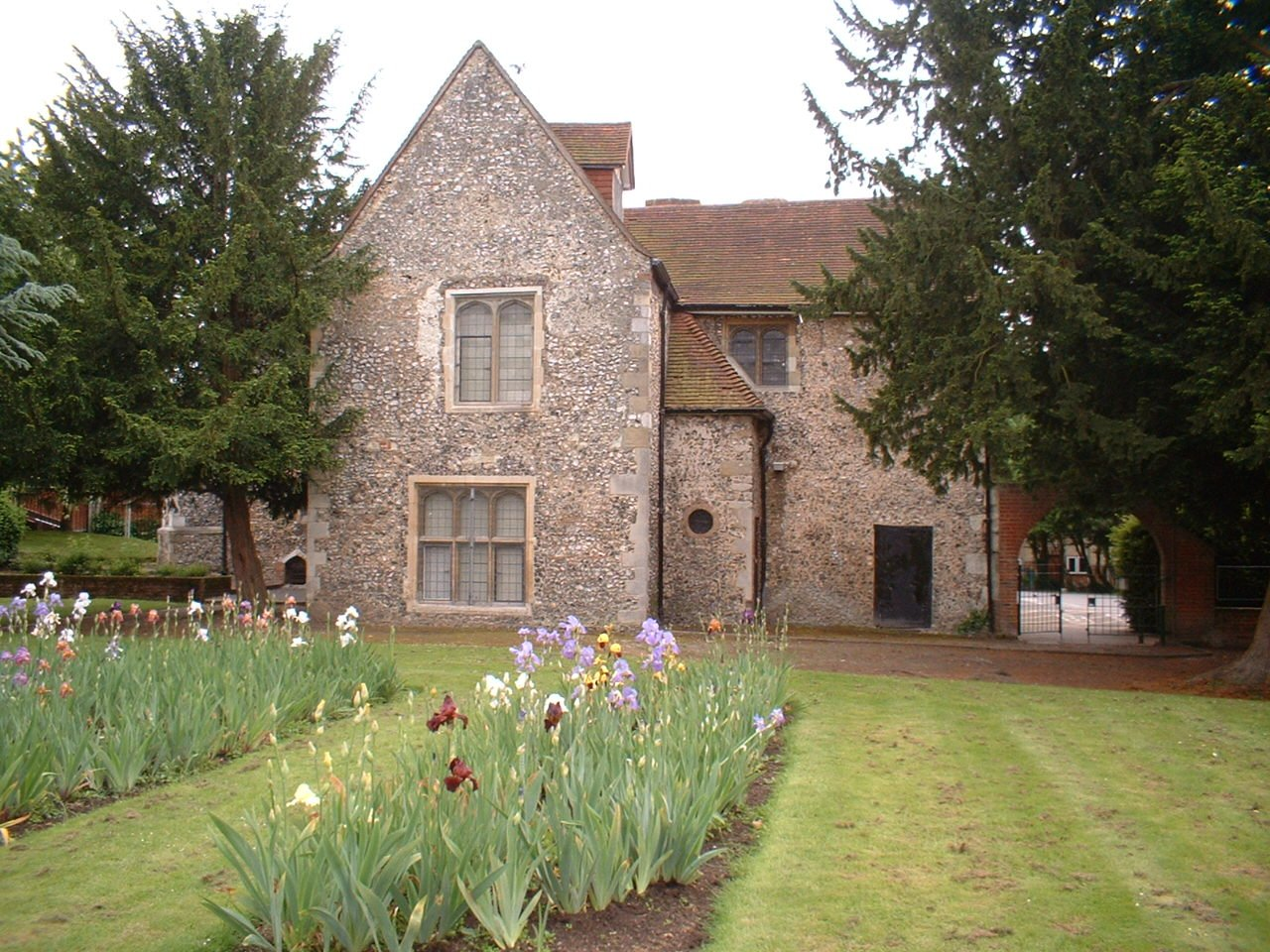
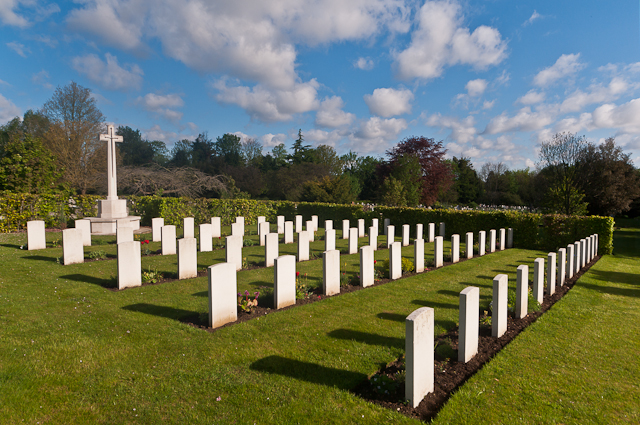